# Kajetanowo (województwo kujawsko-pomorskie)
Kajetanowo – wieś w Polsce położona w województwie kujawsko-pomorskim, w powiecie aleksandrowskim, w gminie Koneck.

## Podział terytorialny
W latach 1975–1998 miejscowość administracyjnie należała do województwa włocławskiego. Wieś sołecka – zobacz jednostki pomocnicze gminy Koneck w BIP.